# ماامو
مااِمو (به انگلیسی: Maemo) پلت فرم توسعه‌یافته توسط نوکیا برای تلفن‌های هوشمند و اینترنت تبلت‌ها است. مااِمو مبتنی بر توزیع گنو/لینوکس دبیان می‌باشد.
زیربنای مااِمو شامل سیستم‌عامل و SDK می‌باشد. مااِمو در بیشتر بخش‌ها آزاد بوده و با پروژه‌های متن‌بازی چون هسته لینوکس، دبیان و گنوم همکاری دارد.